# NGC 5003
NGC 5003 este o blazar situată în constelația Câinii de Vânătoare. A fost descoperită în 9 aprilie 1787 de către William Herschel.